# Заднево (Усадищенское сельское поселение)
Заднево — деревня в Усадищенском сельском поселении Волховского района Ленинградской области.

## История
Деревня Задняя упоминается на карте Санкт-Петербургской губернии А. М. Вильбрехта 1792 года.
На карте Санкт-Петербургской губернии Ф. Ф. Шуберта 1834 года обозначена деревня Задняя, состоящая из 29 крестьянских дворов.

ЗАДНЕВО — деревня принадлежит Казённому ведомству, число жителей по ревизии: 66 м. п., 93 ж. п. (1838 год)

Деревня Задняя из 29 дворов отмечена на карте Ф. Ф. Шуберта 1844 года.

ЗАДНЕВА — деревня Ведомства государственного имущества, по просёлочной дороге, число дворов — 36, число душ — 70 м. п. (1856 год)

ЗАДНЕВО (ЗАДНЯЯ) — деревня казённая при колодце, число дворов — 35, число жителей: 66 м. п., 76 ж. п.; Часовня православная. (1862 год)

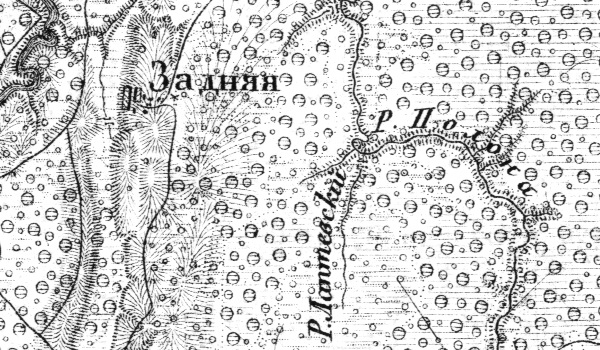
Деревня Заднево на карте 1872 года

К востоку от деревни находилась ветряная мельница.
Сборник Центрального статистического комитета описывал её так:

ЗАДНЕВА (ЗАДНЯЯ) — деревня бывшая государственная, дворов — 29, жителей — 145; Часовня, лавка. (1885 год)

Согласно епархиальным сведениям 1899 года деревня относилась к приходу Преображенской церкви (ранее Усадище-Спасовской, Михайловского погоста) в селе Заболотье.
В конце XIX — начале XX века деревня административно относилась к Усадище-Спассовской (Усадищской) волости 2-го стана Новоладожского уезда Санкт-Петербургской губернии.
По данным «Памятной книжки Санкт-Петербургской губернии» за 1905 год деревня Заднево входила в Задневское сельское общество.
Согласно военно-топографической карте Петроградской и Новгородской губерний издания 1915 года и карте Петербургской губернии издания 1922 года, деревня называлась Задняя.
С 1917 по 1923 год деревня входила в состав Новоладожского уезда.
С 1923 года в составе Ежевского сельсовета Колчановской волости Волховского уезда.
С 1927 года в составе Волховского района.
В 1928 году население деревни составляло 122 человека.
С 1930 года в составе Кукольского сельсовета.
Согласно карте Ленинградской области Северо-западного аэрогеодезического треста ГГУ издания 1932 года деревня Заднево насчитывала 40 крестьянских дворов.
По данным 1933 года деревня называлась Заднево и входила в состав Кукольского сельсовета Волховского района.
С 1954 года в составе Усадищенского сельсовета.
В 1958 году население деревни составляло 31 человек.
По данным 1966, 1973 и 1990 годов деревня Заднево также входила в состав Усадищенского сельсовета.
В 1997 и 2002 годах в деревне Заднево Усадищенской волости постоянного населения не было.
В 2007 году в деревне Заднево Усадищенского СП, также не было постоянного населения.

## География
Деревня расположена в южной части района на автодороге 41К-373 (Бережки — Заднево).
Расстояние до административного центра поселения — 8 км.
Расстояние до железнодорожной станции Мыслино — 8 км. Ближайший остановочный пункт — платформа 138 км (Сорокино).
Деревня находится в междуречье Лынны и Полоны.

## Демография
| 1838 | 1862 | 1885 | 1997 | 2007 | 2010 | 2017 |
| ---- | ---- | ---- | ---- | ---- | ---- | ---- |
| 159  | ↘142 | ↗145 | ↘0   | →0   | ↗3   | ↘0   |

Согласно данным Всероссийской переписи населения 2021 года в деревне постоянного населения не было.